# Барулін Костянтин Олександрович
Костянтин Олександрович Барулін (рос. Константин Александрович Барулин; 4 вересня 1984, м. Караганда, СРСР) — російський хокеїст, воротар. Виступає за «Авангард» (Омськ) у Континентальній хокейній лізі. Заслужений майстер спорту Росії (2012).
Вихованець хокейної школи Газовик (Тюмень). Виступав за «Рубін» (Тюмень), СКА (Санкт-Петербург), «Спартак» (Москва), «Хімік» (Воскресенськ), ЦСКА (Москва), «Атлант» (Митищі), «Ак Барс» (Казань).
У складі національної збірної Росії учасник чемпіонатів світу 2007, 2011, 2012 і 2015 (10 матчів). У складі молодіжної збірної Росії учасник чемпіонатів світу 2003 і 2004. У складі юніорської збірної Росії учасник чемпіонату світу 2002.
Досягнення
- Чемпіон світу (2012), срібний призер (2015), бронзовий призер (2007)
- Срібний призер чемпіонату Росії (2011)
- Учасник матчу усіх зірок КХЛ (2009, 2011, 2012, 2013, 2014, 2015)
- Переможець молодіжного чемпіонату світу (2003)
- Срібний призер юніорського чемпіонату світу (2002).

Нагороди
- Найкращий воротар КХЛ (2011).